# Vuelta a Costa Rica 2016
Das 52. Vuelta a Costa Rica 2016 war ein Straßenradrennen in Costa Rica. Das Etappenrennen fand vom 13. bis zum 25. Dezember 2016 statt. Zudem gehörte das Radrennen zur UCI America Tour 2017 und war dort in der Kategorie 2.2 eingestuft.

## Teilnehmende Mannschaften
| UCI Continental Teams Strongman-Campagnolo-Wilier                                                   |                                                                                |                                                                               |
| Nationalmannschaften Russland                                                                       | Kuba                                                                           |                                                                               |
| Vereine Frijoles Tierniticos Scott - Tele Uno - BCT Ciclo Corea Bike Arbö Denzel Cliff Cycling Team | Nestlé - Giant Canet - Multiples Corella Team Costa Frut Canel’s - Specialized | Equipo El Colono Ciclo Pigo Pérez Parabrisas Morales - Repuestos 2M Quebexico |

## Etappen
| Etappe     | Datum    | Etappenorte                         | type                 | Länge (km) | Etappensieger     | Gesamtführender |
| ---------- | -------- | ----------------------------------- | -------------------- | ---------- | ----------------- | --------------- |
| 1. Etappe  | 13. Dez. | Alajuela – Nicoya                   | Flachetappe          | 190        | Daniel Jara       | Daniel Jara     |
| 2. Etappe  | 14. Dez. | Nicoya – Cañas                      | Flachetappe          | 176        | Efrén Santos      | Daniel Jara     |
| 3. Etappe  | 15. Dez. | Cañas – Quesada                     | Hügelige Etappe      | 193        | César Rojas       | Daniel Jara     |
| 4. Etappe  | 16. Dez. | Quesada – Guápiles                  | Flachetappe          | 114,84     | Bryan Salas       | Daniel Jara     |
| 5. Etappe  | 17. Dez. | Guápiles – Tucurrique               | Mittelschwere Etappe | 131,22     | Román Villalobos  | Pablo Mudarra   |
| 6. Etappe  | 18. Dez. | Orosi – Paraíso                     | Einzelzeitfahren     | 19,64      | Román Villalobos  | Pablo Mudarra   |
|            | 19. Dez. | Ruhetag                             | Ruhetag              |            |                   |                 |
| 7. Etappe  | 20. Dez. | Alajuela – Grecia                   | Mittelschwere Etappe | 176,19     | Juan Carlos Rojas | César Rojas     |
| 8. Etappe  | 21. Dez. | San José – San Isidro de El General | Hochgebirgsetappe    | 126,83     | Elías Vega        | César Rojas     |
| 9. Etappe  | 22. Dez. | Dominical – Golfito                 | Flachetappe          | 145        | Víctor García     | César Rojas     |
| 10. Etappe | 23. Dez. | – San Isidro de El General          | Hochgebirgsetappe    | 154        | Carlos Becerra    | César Rojas     |
| 11. Etappe | 24. Dez. | Rivas – Cot                         | Hochgebirgsetappe    | 122,96     | Juan Carlos Rojas | César Rojas     |
| 12. Etappe | 25. Dez. | Heredia – Heredia                   | Flachetappe          | 99,53      | Jonathan Caicedo  | César Rojas     |

## Gesamtwertung
| \| Gesamtwertung \| Gesamtwertung \| Gesamtwertung \| Gesamtwertung \| Gesamtwertung \| \| Fahrer \| Fahrer \| Land \| Team \| Zeit \| \| ------------- \| ------------------ \| ------------- \| ------------------------------------- \| ---------------- \| \| 1. \| César Rojas \| Costa Rica \| Frijoles Los Tierniticos-Arroz Halcón \| 42 h 09 min 11 s \| \| 2. \| Juan Carlos Rojas \| Costa Rica \| Frijoles Los Tierniticos-Arroz Halcón \| + 37 s \| \| 3. \| Román Villalobos \| Costa Rica \| Canel's-Specialized \| + 5 min 11 s \| \| 4. \| Joseph Chavarría \| Costa Rica \| Nestlé-Giant \| + 11 min 02 s \| \| 5. \| Leandro Varela \| Costa Rica \| Frijoles Los Tierniticos-Arroz Halcón \| + 15 min 49 s \| \| 6. \| Vladimir Fernández \| Costa Rica \| Scott-TeleUno-BCT \| + 16 min 28 s \| \| 7. \| Víctor García \| Spanien \| Canel's-Specialized \| + 20 min 19 s \| \| 8. \| Bryan Salas \| Costa Rica \| Scott-TeleUno-BCT \| + 21 min 42 s \| \| 9. \| Nicolás Paredes \| Kolumbien \| Strongman-Campagnolo-Wilier \| + 22 min 23 s \| \| 10. \| José Varela \| Costa Rica \| Canet-Múltiples Corella \| + 25 min 49 s \| |                    |            |                                       |                  |
| |                    |            |                                       |                  |
| |                    |            |                                       |                  |
| Gesamtwertung |                    |            |                                       |                  |
| Fahrer | Fahrer             | Land       | Team                                  | Zeit             |
| 1. | César Rojas        | Costa Rica | Frijoles Los Tierniticos-Arroz Halcón | 42 h 09 min 11 s |
| 2. | Juan Carlos Rojas  | Costa Rica | Frijoles Los Tierniticos-Arroz Halcón | + 37 s           |
| 3. | Román Villalobos   | Costa Rica | Canel's-Specialized                   | + 5 min 11 s     |
| 4. | Joseph Chavarría   | Costa Rica | Nestlé-Giant                          | + 11 min 02 s    |
| 5. | Leandro Varela     | Costa Rica | Frijoles Los Tierniticos-Arroz Halcón | + 15 min 49 s    |
| 6. | Vladimir Fernández | Costa Rica | Scott-TeleUno-BCT                     | + 16 min 28 s    |
| 7. | Víctor García      | Spanien    | Canel's-Specialized                   | + 20 min 19 s    |
| 8. | Bryan Salas        | Costa Rica | Scott-TeleUno-BCT                     | + 21 min 42 s    |
| 9. | Nicolás Paredes    | Kolumbien  | Strongman-Campagnolo-Wilier           | + 22 min 23 s    |
| 10. | José Varela        | Costa Rica | Canet-Múltiples Corella               | + 25 min 49 s    |

## Wertungstrikots
| Etappe         | Etappensieger     | Gesamtwertung | Nachwuchswertung | Bergwertung      | Punktwertung     | Meta volantes Wertung | Teamwertung                                       |
| -------------- | ----------------- | ------------- | ---------------- | ---------------- | ---------------- | --------------------- | ------------------------------------------------- |
| 1              | Daniel Jara       | Daniel Jara   | Daniel Jara      | José Rodríguez   | Carlos Brenes    | Carlos Brenes         | El Colono                                         |
| 2              | Efrén Santos      | Daniel Jara   | Daniel Jara      | José Rodríguez   | Carlos Brenes    | José Vega             | Strongman-Campagnolo-Wilier                       |
| 3              | César Rojas       | Daniel Jara   | Daniel Jara      | César Rojas      | Carlos Brenes    | José Vega             | Canel’s - Specialized                             |
| 4              | Bryan Salas       | Daniel Jara   | Daniel Jara      | César Rojas      | Carlos Brenes    | José Vega             | Canel’s - Specialized                             |
| 5              | Román Villalobos  | Pablo Mudarra | Daniel Jara      | César Rojas      | Carlos Brenes    | José Vega             | Canel’s - Specialized                             |
| 6              | Román Villalobos  | Pablo Mudarra | Daniel Jara      | César Rojas      | Carlos Brenes    | José Vega             | Canel’s - Specialized                             |
| 7              | Juan Carlos Rojas | César Rojas   | Yewinson Varela  | César Rojas      | César Rojas      | José Vega             | Frijoles Tierniticos - Arroz Halcón - Specialized |
| 8              | Elías Vega        | César Rojas   | Yewinson Varela  | César Rojas      | César Rojas      | José Vega             | Frijoles Tierniticos - Arroz Halcón - Specialized |
| 9              | Víctor García     | César Rojas   | Yewinson Varela  | César Rojas      | César Rojas      | José Vega             | Frijoles Tierniticos - Arroz Halcón - Specialized |
| 10             | Carlos Becerra    | César Rojas   | Yewinson Varela  | Román Villalobos | Román Villalobos | José Vega             | Frijoles Tierniticos - Arroz Halcón - Specialized |
| 11             | Juan Carlos Rojas | César Rojas   | Yewinson Varela  | Román Villalobos | Román Villalobos | José Vega             | Frijoles Tierniticos - Arroz Halcón - Specialized |
| 12             | Jonathan Caicedo  | César Rojas   | Yewinson Varela  | Román Villalobos | Román Villalobos | José Vega             | Frijoles Tierniticos - Arroz Halcón - Specialized |
| Wertungssieger | Wertungssieger    | César Rojas   | Yewinson Varela  | Román Villalobos | Román Villalobos | José Vega             | Frijoles Tierniticos                              |